# Melechsala

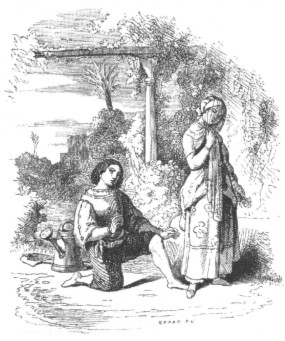
Illustration von Ludwig Richter

Melechsala ist ein Märchen im fünften Band von Johann Karl August Musäus’ Volksmährchen der Deutschen, 1787. Es machte die Sage vom Graf von Gleichen populär.

## Inhalt
Graf Ernst von Gleichen muss zum Kreuzzug. Traurig nimmt er Abschied von seiner Frau Ottilia und den kleinen Kindern. Bei Ptolemais auf Gemsjagd nehmen Sarazenen ihn mit seinem Knappen Kurt und einem Reisigen gefangen. Sieben Jahre schmachtet er im Turm. Dann hat Kurt dem Soldan von Ägypten weisgemacht, Graf Ernst verstünde Gartenbau. Er soll seiner Tochter Melechsala einen fränkischen Garten gestalten und macht ihr mit einer Blume unwissentlich einen Antrag. Sie verliebt sich in ihn und folgt ihm heim. Und der Papst erlaubt sogar die Doppelehe.